# Radu Șerban
Radu Șerban (n.  ? – d. 13 martie 1620, Viena, Monarhia Habsburgică) a fost domnul Țării Românești în octombrie 1601, între iulie 1602 și decembrie 1610 și între mai și septembrie în anul 1611. Fiind un presupus descendent al lui Neagoe Basarab, a ajuns mare dregător în timpul domniei lui Mihai Viteazul. După urcarea pe tron, a fost un continuator al politicii de independență a Țării Românești, dusă de Mihai Viteazul. Având de luptat cu mari greutăți înăuntrul și în afara țării, a reușit să le facă față cu succes în cei aproape zece ani de domnie. În tot acest timp, s-a remarcat printr-o deosebită abilitate politică și pricepere militară, dovedindu-se a fi unul dintre voievozii de seamă ai Țărilor Române.

## Viața

### Origini
Radu Șerban se trăgea pe linie maternă din vechea familie boierească a Craioveștilor. Unele surse istorice afirmă că era nepot al lui Neagoe Basarab (care ar fi avut, pe lângă Teodosie, încă un fiu, numit Șerban).
A ajuns mare dregător în timpul domniei lui Mihai Viteazul, avându-și principala reședință la moșia sa din satul Coiani (azi Mironești, județul Giurgiu, pe malul Argeșului, la sud de București). Pe aproape întregul parcurs al domniei lui Mihai Viteazul, Radu Șerban a deținut dregătoria de mare paharnic.
Era deținătorul celui mai mare domeniu boieresc individual din Țara Românească la sfârșitul secolului al XVI-lea, stăpânind 71 de sate și alte părți de sate. Soția sa Elina, fiica banului Udriște, îi adusese și ea o zestre însemnată.

### Domnia
După asasinarea lui Mihai Viteazul și scurta domnie a moldoveanului Simion Movilă, Radu Șerban ajuns pe tronul Țării Românești în octombrie 1601, cu sprijinul marilor boieri Preda, Stroe și Radu Buzescu, cărora le era unchi după mamă, și care, bucurându-se de o mare autoritate politică și militară, i-au sprijinit în mod constant domnia.
Primul an de domnie a fost unul foarte dificil, Radu Șerban având de luptat mai întâi cu fostul domn, Simion Movilă, până când acesta fiind părăsit de oștile polone trimise de Jan Zamoyski, marele cancelar al coroanei, a fost nevoit să se retragă în Moldova, apoi cu Radu Mihnea, pretendentul la tron sprijinit de turci.
Priceput comandant de oști, Radu Șerban a continuat politica lui Mihai Viteazul de eliberare a țării de sub turci și de apropiere de Imperiul Habsburgic. A purtat lupte cu turcii, tătarii și cu principii maghiari din Transilvania, Moise Székely și Gabriel Bathory, care erau sprijiniți de Poarta Otomană.
În toamna anului 1602 Simion Movilă a făcut o nouă încercare de a redobândi tronul Țării Românești. În acest scop, el s-a adresat tătarilor din Hanatul Crimeii, „prieteni mai răi decât cel mai rău dușman” (cum îi caracteriza Nicolae Iorga), promițându-le că le va îngădui jaful liber în țară dacă îl vor ajuta să ocupe tronul muntean. La 13 septembrie, Simion Movilă împreună cu cei 40.000 de tătari (sub comanda hanului Gazi Ghirai), moldovenii trimiși de fratele său, Ieremia Movilă, și circa 300 de cazaci au intrat în Țara Românească. Oastea lui Radu Șerban era mult mai mică, însumând circa 8.000-10.000 de pedestrași și 6.000 de călăreți, cărora li s-au adăugat ulterior 1.000 de călăreți trimiși din Transilvania de către generalul habsburgic Giorgio Basta. Având în vedere superioritatea numerică a invadatorilor, Radu Șerban a adoptat o tactică defensivă. Bătălia hotărâtoare s-a dat la Teișani, pe valea râului Teleajen, pe 23 și 24 septembrie 1602. Toate atacurile tătarilor împotriva taberei întărite cu șanțuri și palisade a românilor au eșuat; în final, după ce suferiseră mari pierderi, tătarii au fost nevoiți să se retragă spre Silistra, unde au trecut Dunărea, fiind așteptați ca ajutor pentru campania pe care turcii urmau să o desfășoare în Ungaria. În timpul bătăliei de la Teișani s-a întâmplat un fapt memorabil: ginerele (și nepotul) hanului Gazi Ghirai a ieșit în fața liniilor tătare chemând la o luptă individuală pe căpeteniile oștirii muntene. Provocarea a fost acceptată de Stroe Buzescu, care după o luptă crâncenă l-a învins pe tătar decapitându-l în fața ochilor îngroziți ai hanului și în entuziasmul oștii române. Din nefericire și Stroe Buzescu fusese rănit grav și a murit câteva zile mai târziu, pe 2 octombrie. S-a păstrat până în prezent piatra sa de mormânt, de la schitul Stănești (din Stănești-Lunca, jud. Vâlcea), pe care soția sa, jupâneasa Sima, a pus să se dăltuiască o inscripție într-o frumoasă limbă română despre faptele creștinești și vitejești ale soțului ei, încheiată cu: „Și nu fu pre voe câinilor de tătari”.
În vara anului 1603 Radu Șerban a intervenit în Transilvania împotriva coaliției magnaților maghiari, conduși de Moise Székely, care încercau să-i alunge pe habsburgi din Ardeal. Motivul principal al acestei intervenții a fost nu atât alianța pe care o încheiase cu Imperiul Habsburgic, cât conștientizarea faptului că nu se putea admite ca, în timp ce la sud de Carpați se ducea o luptă antiotomană, în Transilvania să se instaureze puterea filoturcă a lui Moise Székely și a nobililor maghiari care îl sprijineau. Radu Șerban nu putea admite prinderea Țării Românești într-un „clește” de către Imperiul Otoman de la sud de Dunăre și un Ardeal supus acestora. Avangarda oștilor române, sub comanda căpeteniilor Gheorghe Raț și Vasile Mârza a trecut munții pe Valea Teleajenului și și-a așezat tabăra în apropierea Brașovului (cetate săsească ce rămăsese fidelă habsburgilor), mai întâi la Feldioara, apoi la Râșnov, în așteptarea forțelor principale. Voievodul, cu grosul oștilor, a trecut Carpații prin pasul Rucăr-Bran făcând joncțiunea cu avangarda condusă de Gheorghe Raț. Moise Székely a sosit și el cu oastea lui (4.000 de unguri, 2.000 de tătari și 25 de tunuri ușoare) în apropierea Brașovului, dar considerând că nu avea șanse de reușită pentru o bătălie în câmp deschis a adoptat o tactică defensivă, întărindu-se lângă Râșnov într-o tabără înconjurată cu care legate între ele. Lupta decisivă s-a dat în dimineața zilei de 17 iulie (istoricii o numesc Prima bătălie de la Brașov - 1603): atacul impetuos al românilor a reușit să străpungă apărarea maghiarilor și să-i pună pe fugă. Cavaleria lui Radu Șerban i-a urmărit pe fugari făcând prăpăd în rândurile acestora; însuși Moise Székely a fost ucis în timp ce încerca să scape cu fuga. Generalul imperial Giorgio Basta, care se afla tocmai la Satu Mare, se temea că Radu Șerban va lua în stăpânire întreaga Transilvanie, la fel ca Mihai Viteazul, dar voievodul român s-a mulțumit doar cu această victorie prin care și-a asigurat flancul nordic și s-a retras în Țara Românească.
Au urmat câțiva ani de pace și relativă liniște pentru țară. Cu granița nordică asigurată și cu pericolul invaziilor tătarilor respins, Radu Șerban a reușit să stabilească un „modus vivendi” cu turcii, care aveau alte probleme politice și militare la acea dată, asigurând astfel și granița sudică a Țării Românești. După ce și-a consolidat domnia, Radu Șerban a preferat Târgoviștea ca cetate de scaun (pentru a fi mai ferit de o eventuală invazie turcească), dar nu a neglijat nici Bucureștiul, unde a amenajat heleșteul Șerban Vodă, aflat astăzi în Parcul Carol I. Fapt remarcabil pentru acea epocă, voievodul a căutat să sprijine dezvoltarea economică a țării prin luarea unor măsuri pentru stingerea datoriilor dintre particulari și a despăgubirilor pentru „prădăciuni și furturi și jafuri” (o confirmare a acestor măsuri găsindu-se într-un hrisov emis de către Matei Basarab la 12 iunie 1636).
În anul 1610 au început să apară semne neliniștitoare că noul principe al Transilvaniei, Gabriel Bathory, intenționează să treacă la acțiuni agresive împotriva vecinilor săi de peste Carpați, Moldova și Țara Românească. Radu Șerban încheiase între timp relații de prietenie cu noul domn al Moldovei, Constantin Movilă. La 20 decembrie 1610 mercenarii lui Gabriel Bathory, după ce au prădat timp de cinci zile Țara Bârsei, au trecut peste Carpații înzăpeziți și au intrat prin surprindere în Țara Românească. Radu Șerban, fiind nepregătit, a fost nevoit să părăsească Târgoviștea și să se refugieze în Moldova, la prietenul său Constantin Movilă. Timp de trei luni oștile lui Gabriel Bathory au jefuit crunt Țara Românească; inclusiv bisericile și mănăstirile au avut de suferit, fiind prădate de sfintele odoare și de acoperișurile de plumb (topite pentru turnarea gloanțelor), iar mormintele profanate. Între timp, Radu Șerban se străduia să-și adune oști în tabăra sa de la Roman și a reînnoit tratatul de alianță cu Imperiul Habsburgic. La începutul lunii iunie 1611 a revenit în Țara Românească și a adunat în jurul său și oastea țării, boierii și boiernașii fiind „însetați de răzbunare în contra lui Gabor [Gabriel Bathory] pentru multele răutăți ce făcuse Țării Românești”, cum scria un cronicar al vremii. În iulie, Radu Șerban, cu toată oastea lui, a trecut Carpații, surprinzându-l pe Gabriel Bathory în tabăra de la Prejmer (aproape de Brașov), unde acesta se întărise cu principalele lui forțe. Gabriel Bathory a încercat să se retragă spre Brașov, dar Radu Șerban, deși avea trupele obosite după istovitorul marș peste munți, nu l-a lăsat ci l-a atacat la 9 iulie pe câmpia dintre Brașov și satul Sânpetru. Aici a avut loc lupta numită de istorici A doua bătălie de la Brașov - 1611. Românii și călăreții cuirasieri polonezi (angajați ca mercenari de către Radu Șerban) au zdrobit oastea transilvăneană, Gabriel Bathory scăpând cu fuga de pe câmpul de bătălie. Numeroasele mențiuni din cronicile, scrisorile și actele de cancelarie ale vremii sunt dovezi grăitoare ale importanței pe care contemporanii o acordau acestei victorii strălucite. Satisfacția Habsburgilor, de a vedea un inamic redutabil învins, era oarecum umbrită de temerea ca Radu Șerban să nu pornească pe urmele lui Mihai Viteazul și să cucerească întreaga Transilvanie. Radu Șerban înțelegea însă că situația în ansamblu nu mai era favorabilă unei încercări de unire a principatelor carpato-dunărene într-un stat capabil să se opună cu succes otomanilor, așa cum încercase Mihai Viteazul.
Imperiul Otoman nu putea însă admite alungarea protejatului său, Gabriel Bathory, de pe tronul Transilvaniei. O oaste turcească numeroasă, întărită și cu o hoardă tătărească, a invadat Țara Românească. Radu Șerban a revenit din Transilvania, dar a fost nevoit să se retragă spre Moldova, urmărit de turci și tătari. Oastea care îi mai rămăsese a fost atacată de urmăritori într-o pădure din apropierea Bacăului, la 30 septembrie 1611. În această ciocnire Radu Șerban a pierdut tunurile și carele cu provizii, împotmolite în noroaiele provocate de ploile de toamnă, dar și pe cei mai buni ostași ai săi, inclusiv călăreții cuirasieri polonezi, care s-au sacrificat pentru a asigura retragerea forțelor principale. Radu Șerban s-a dus la Suceava, de unde și-a luat familia, și a pornit pe drumul pribegiei spre Viena.

### Pribegia și sfârșitul
Radu Șerban a încercat să obțină sprijin militar de la Imperiul Habsburgic, pentru a reveni pe tronul Țării Românești, dar nu a obținut decât promisiuni și vorbe frumoase. Cu toate că și din țară veneau scrisori stăruitoare din partea boierilor care îi mai rămăseseră credincioși, prin care era rugat să vină cu oaste pentru a-l alunga pe „acest domn turc” (aluzie la faptul că noul domn, Radu Mihnea, era fiul lui Mihnea al II-lea Turcitul, cel care își renegase credința creștină trecând la mahomedanism), curtea de la Viena nu voia să riște un nou război cu Turcia, ceea ce însemna în fond abandonarea cauzei lui Radu Șerban.
Radu Șerban nu a mai apucat să-și revadă țara. S-a stins la Viena, în martie 1620, la vârsta de aproape 60 de ani, și sfârșitul i-a fost grăbit – după mărturia nepotului său, stolnicul Constantin Cantacuzino - de o „gravă și lungă boală de podagră”, urmare a vieții de oștean. Ca un omagiu adus luptătorului pentru cauza creștinătății, împăratul Ferdinand al II-lea a hotărât înmormântarea sa în Catedrala Sf. Ștefan din Viena, privilegiu rezervat familiei imperiale. Dar urmașii nu l-au uitat și mormântul nu i-a fost acoperit de pulberea anonimatului. Fiica sa Ancuța, căsătorită cu Nicolae Pătrașcu, fiul lui Mihai Viteazul, a adus mai târziu (în 1640) în pământul țării rămășițele tatălui și pe cele ale soțului ei. Osemintele lui Radu Șerban și ale lui Nicolae Pătrașcu au fost așezate într-un mormânt comun la Mănăstirea Comana, inscripția de pe mormântul lor amintind că au luptat „amândoi tare și vârtos pentru lege și pentru moșie cu păgânii turci și tătari”.
Matei al Mirelor, un erudit născut în Egipt și care studiase la Constantinopol, ajuns în Țara Românească ca egumen al Mănăstirii Dealu și ulterior al Mănăstirii Bistrița, scria despre Radu Șerban în prefața lucrării sale Viața Sfântului Grigorie Decapolitul:
Era un om înțelept, bun, viteaz, blând și milostiv; pe săraci și străini deopotrivă îi iubea; țara și moșia lui bine conducea; [...] nu-i plăceau tulburările, voia doar pacea cu fiecare.

## Ctitorii

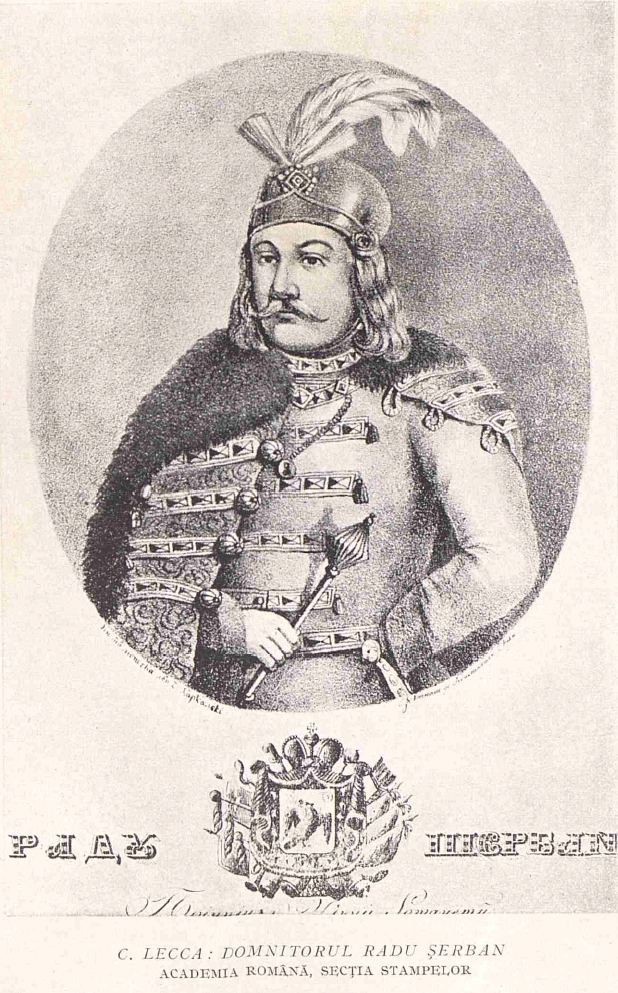
Radu Șerban. Portret (imaginar) de pictorul Constantin Lecca, secolul a XIX-lea.

Continuând tradiția înaintașilor săi, Radu Șerban a fost un important ctitor de mănăstiri și biserici.
El a rezidit Mănăstirea Comana, ctitorie din 1461 a lui Vlad Țepeș, care se ruinase complet. În 1588, înainte de a ajunge domn al Țării Românești, el a început ridicarea unui așezământ monahal în vechea incintă, care se afla pe pământul moștenit de la mama sa (reședința sa de la Coiani, azi satul Mironești, județul Giurgiu, se afla la numai 8 km de Mănăstirea Comana). Noul așezământ monahal era construit pe o suprafață mult extinsă, arătând ca o cetate de câmpie. Zidurile exterioare erau din piatră și cărămidă, iar în cele patru colțuri erau dispuse turnuri pentru apărare. De asemenea, mănăstirea avea un turn masiv de intrare având și funcția de clopotniță. Biserica ridicată atunci, cu hramul Sfântul Ierarh Nicolae, a fost pictată în 1609, când ctitorul Radu Șerban era deja domn al Țării Românești. El apare în tabloul votiv de la intrarea în pronaos împreună cu soția sa Elina și cu insemnele domnești, așa cum o cerea obiceiul ctitoricesc.
Tot în timpul domniei lui Radu Șerban, în anul 1608, s-a ridicat Mănăstirea Cernica, care a fost ctitorită de marele vornic al lui Mihai Viteazul, Cernica Știrbei și de soția sa, Chiajna.

## Urmași
- Ancuța, căsătorită cu Nicolae Pătrașcu , fiul lui Mihai Viteazul [28]
- Constantin Șerban [28]
- Elina, căsătorită cu postelnicul Constantin Cantacuzino[28]